# Медисон (Мериленд)
Медисон (енгл. Madison) насељено је место без административног статуса у америчкој савезној држави Мериленд.

## Демографија
По попису из 2010. године број становника је 204.
| Група             | 2000.    | 2010.       |
| Белци             | 0 (0,0%) | 176 (86,3%) |
| Афроамериканци    | 0 (0,0%) | 21 (10,3%)  |
| Азијати           | 0 (0,0%) | 2 (1,0%)    |
| Хиспаноамериканци | 0 (0,0%) | 3 (1,5%)    |
| Укупно            | 0        | 204         |